# Pilumnus marshi
Pilumnus marshi är en kräftdjursart som beskrevs av M. J. Rathbun 1901. Pilumnus marshi ingår i släktet Pilumnus och familjen Pilumnidae. Inga underarter finns listade i Catalogue of Life.